# Waltham Abbey (parish)
Waltham Abbey är en civil parish i Epping Forest i Storbritannien. Den ligger i grevskapet Essex och riksdelen England, i den sydöstra delen av landet, 22 km nordost om huvudstaden London. Parish har 20 390 invånare (2001).